# 八宝镇 (松滋市)
八宝镇，是中华人民共和国湖北省荆州市松滋市下辖的一个乡镇级行政单位。

## 行政区划
八宝镇下辖以下地区：
大路口社区、大兴桥村、民主闸村、白水淌村、龟咀村、同太湖村、杨林湖村、南宫闸村、中洲村、景星村、群星村、红旗村、保兴垸村、东岳村、胜利村、永久村、北矶垴村、城东工业园社区和东岳原种场。